# 篠宮敏久
篠宮 敏久（しのみや としひさ）は、日本の男性総合格闘家、ブラジリアン柔術家。綱島柔術アカデミー所属。

## 来歴

### グラップリング
大学時代体育科であったことからレスリングと柔道の下地はあったもの、部活的に以後も体を動かしたいとブラジリアン柔術を開始。2009年には柔術大会「デラヒーバカップ」アダルト紫帯レーヴィ級で優勝。
2010年1月17日、大森ゴールドジムで行われた「SWAT!-GXトーナメント」でプロデビュー。一回戦、浅野誉也戦は判定負け。その後、SWAT!およびZSTのGT-F（グラップリングルール）の試合で活躍する。2014年1月にはGT-Fオープントーナメントで、総合格闘技を退いた戸井田カツヤと対戦。
2016年9月18日にZST GTルールでの小林孝秀戦に出場し、引き分け。

### プロレス
後述するようにプロレス好きであるため、草プロレス団体である「RAW」には初期から参加。2007年4月29日、板橋区小豆沢体育館で行われたRAWプレ旗揚げ戦VOL.6「GO TO RAW！」における大龍犬作戦でアマチュアプロレスデビュー。
また、プロとしても2012年2月に西調布格闘技アリーナで行われた「U-FILECAMPvsZST」大会における小林裕戦を経験（ただしこの試合はZSTグラップリングルールによって行われている）。
2014年8月23日、DDT主催の「ハードヒット　～G-generation～」において川村亮＆シバター組を相手にタッグマッチ初挑戦（パートナーは勝村周一朗）。勝村の誘いにより、2015年1月18日、シアタープロレス花鳥風月ブランドの一つである「シアタープロレス鎌倉花鳥風月」旗揚げ戦に参戦。花鳥風月格闘ファイト（のちの月闘ルール）でHAMATANIと激突。辛くも勝利も、パワーボムを初被弾。以降、月闘の常連となる。
プロレス好きを公言しているためか、ZSTにおいても元プロレスラー・澤宗紀との対戦が実現した（グラップリングルール、3分2R終了のため引き分け）。
7月5日、 花鳥風月USTREAMにおいて同団体の7月20日・王子大会においてのジ・ウインガー戦が発表される（当日行われたのは、ウインガー＆川島真織戦。パートナーはHAMATANI）。アマチュアプロレスやプロレスラーとの異種格闘技戦は経験済みなものの、プロレスのリングでプロレスラーと、プロレスルールで対戦するのは初となった。
2015年後半より、ヒール軍団「オウンゴール」に加入。リングネームを「黒い篠宮」として、神楽やウルフ・スター☆の後ろに控える剣客的ポジションを務めた。

## 人物・エピソード
- 趣味はプロレス観戦とプロレスごっこ[8]。回ったり跳ねたりお菓子を配ったりするのも趣味[9]であり、お客さんを楽しませるというプロ意識は高い。
- 勝村周一朗がセコンドに着いた際には、ペットボトルの栓を固く締められ、インターバル中に水分補給できない、というのがお約束となっていた。

## 得意技
篠宮ポジションからの腕膝十字固め

## 戦績

### 総合格闘技
| 総合格闘技 戦績 | 総合格闘技 戦績 | 総合格闘技 戦績 | 総合格闘技 戦績 | 総合格闘技 戦績 | 総合格闘技 戦績 | 総合格闘技 戦績 |
| --------------- | --------------- | --------------- | --------------- | --------------- | --------------- | --------------- |
| 2 試合          | (T)KO           | 一本            | 判定            | その他          | 引き分け        | 無効試合        |
| 2 勝            | 0               | 2               | 0               | 0               | 0               | 0               |
| 0 敗            | 0               | 0               | 0               | 0               | 0               | 0               |

| 勝敗 | 対戦相手 | 試合結果                 | 大会名                                            | 開催年月日   |
| ○    | 金子陽一 | 2R 3:45 腕ひしぎ十字固め | Zst - Swat! Gx10 ゴールドジムサウス東京アネックス | 2012年9月2日 |
| ○    | 宮岡正人 | 3R 0:43 腕ひしぎ十字固め | Zst - Swat! Gx8 ゴールドジムサウス東京アネックス  | 2011年3月6日 |

## 入場曲
- 勝利の笑みを 君と（ウカスカジー）
- 暴れん坊将軍のテーマ（菊池俊輔） - 黒い篠宮